# East Laurinburg
East Laurinburg – miasto w Stanach Zjednoczonych, w stanie Karolina Północna, w hrabstwie Scotland.